# Anelytra furcata
Anelytra furcata är en insektsart som beskrevs av Sigfrid Ingrisch 1998. Anelytra furcata ingår i släktet Anelytra och familjen vårtbitare. Inga underarter finns listade i Catalogue of Life.